# Motif moléculaire associé aux pathogènes
Pour les articles homonymes, voir PAMP.

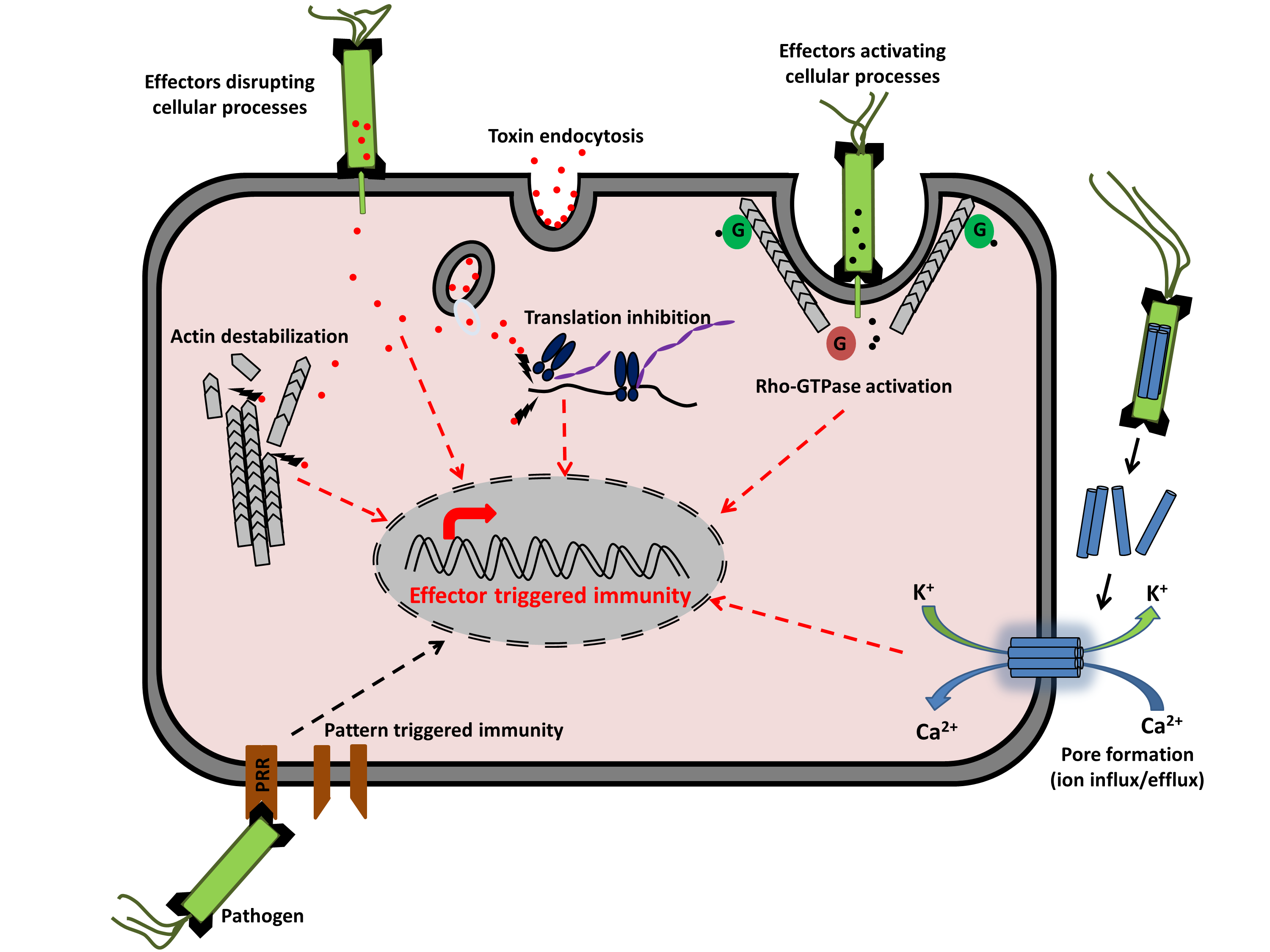
Les plantes n'ont qu'un système immunitaire inné qui repose sur deux niveaux : le premier appelé PTI est une résistance non spécifique (résistance systémique acquise ou résistance systémique induite) induite par les éliciteurs des pathogènes qui activent les PPR et implique une réponse basale qui limite la croissance du pathogène. Le second appelé ETI est une résistance spécifique qui se traduit par une réponse plus forte s'accompagnant le plus souvent d'une mort des cellules végétales par apoptose ou nécrose au niveau du site d'infection (réponse hypersensible).

Les motifs moléculaires associés aux pathogènes (PAMP, acronyme pour Pathogen-associated molecular pattern) sont des molécules associées aux pathogènes (bactéries, virus, champignons, parasites) reconnus par le système immunitaire inné.
Ces éliciteurs sont reconnus par des récepteurs de reconnaissance de motifs moléculaires (PRR).
Lorsqu'ils sont associés aux microbes, ils sont appelés MAMP (Motif moléculaire associé aux microbes). Lorsqu'ils sont associés aux herbivores, ils sont appelés HAMP (Motif moléculaire associé aux herbivores). Lorsqu'ils sont associés aux nématodes, ils sont appelés NAMP (Motif moléculaire associé aux nématodes).